# NGC 3461
NGC 3461 este o galaxie spirală situată în constelația Leul. A fost descoperită în 27 martie 1854 de către William Parsons, 3rd Earl of Rosse⁠(d).